# Nizam-ad-Din Shami
Nizam ad-Din Shami , también conocido como Nizam-i Shami o Nizam al-Din Shambi (fallecido antes de 1409 o antes de 1411-1412), fue un hombre de letras y cronista persa que floreció a finales del siglo XIV y principios del XV.  Escribió el Zafarnama, o «Libro de la Victoria», la biografía más antigua de Tamerlán ( r.  1370-1405) que ha llegado hasta la actualidad. Este libro fue continuado por Hafiz-i Abru y de este modo sirvió de base para el más conocido Zafarnama de Sharaf al-Din Ali Yazdi.

## Biografía
La fecha y lugar de nacimiento de Shami son desconocidos, sin embargo su nisba indica que procedía de Shanb-i Ghazani, un suburbio de Tabriz. Por alusiones se sabe que su padre y hermano se llamaban Muhammad, pero no se conoce más de su familia o sus primeros años de vida. Los títulos de mawlana («nuestro maestro») y va'iz(«predicador») que se le atribuyen dan cuenta una educación religiosa islámica tradicional. El hecho de que haya escrito una obra en alabanza de los Doce Imanes sugiere que simpatizaba con la rama duodecimana del Islam Chiita.
Shami entró al servicio del jeque Uways Jalayir, gobernante de Irak y Azerbaiyán; para este soberano tradujo del árabe al persa el: Sulwān al-Muṭā fī Udwān al-Atbā («Consolación para el gobernante durante la hostilidad de sus súbditos), un espejo de príncipes escrito por erudito siciliano Ibn Zafar al-Siqilli (siglo XII).
Según su propio testimonio, cuando Tamerlán llegó frente a Bagdad el 29 de agosto de 1393, Shami fue el primero de los habitantes en someterse y años después, cuando peregrinaba a La Meca, Shami fue testigo presencial del asedio y conquista de Alepo por parte de Tamerlán.  Después de esto formó parte del etorno del conquistador. Hacia 1401-1402, el propio Tamerlán le ordenó que escribiera una historia completa sobre sus conquistas con la condición de que fuera en un estilo claro y sin adornos,  legible para todos los lectores y no solo para unos pocos elegidos. Shami presentó su crónica ante el soberano alrededor de abril de 1404.
Shami no acompañó a  Tamerlán en su campaña de Transoxiana en 1404, sino que permaneció en Azerbaiyán.  Tras la muerte de Tamerlán,e Shami entró al servicio de Umar Bahadur, nieto del conquistador. Según su continuador Hafiz-i Abru, Shami murió entre 1411 y 1412, aunque otras fuentes indican antes de 1409.
Gozó de prestigio entre sus contemporáneos por su erudición. 